# Problemas de guerra entre yaquis y yoris

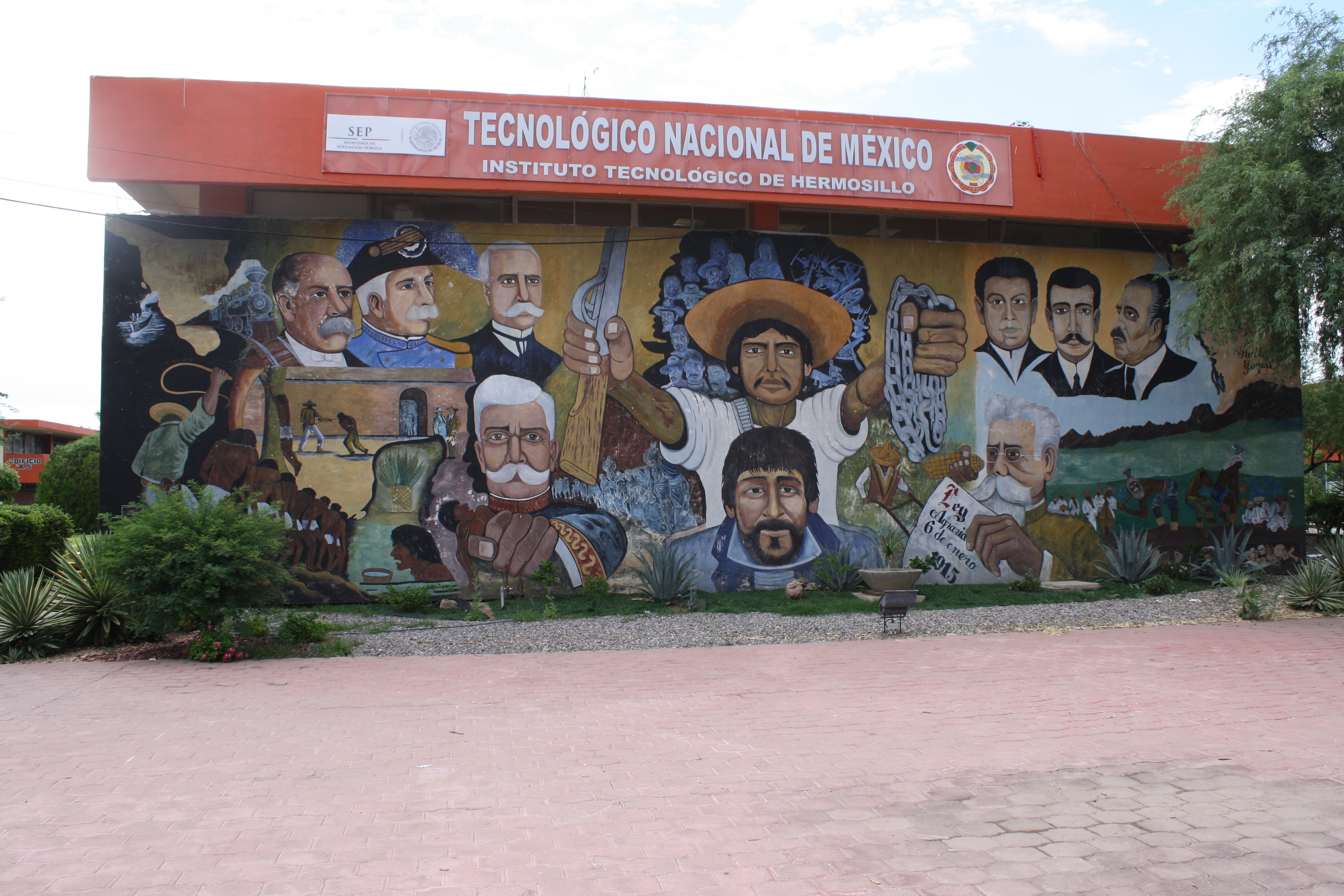
Vista general del mural Problemas de guerra entre yaquis y yoris, ubicado en edificio principal del ITH.

El mural Problemas de guerra entre yaquis y yoris, ubicado en el edificio principal del Instituto Tecnológico de Hermosillo, fue creado por el profesor Adolfo López Miranda y es el más grande de los tres que alberga esta institución, ya que mide 120 metros cuadrados.  
Este mural fue inaugurado en 1985 por el Gobernador Constitucional del Estado de Sonora Ing. Rodolfo Félix Valdez.

## Descripción

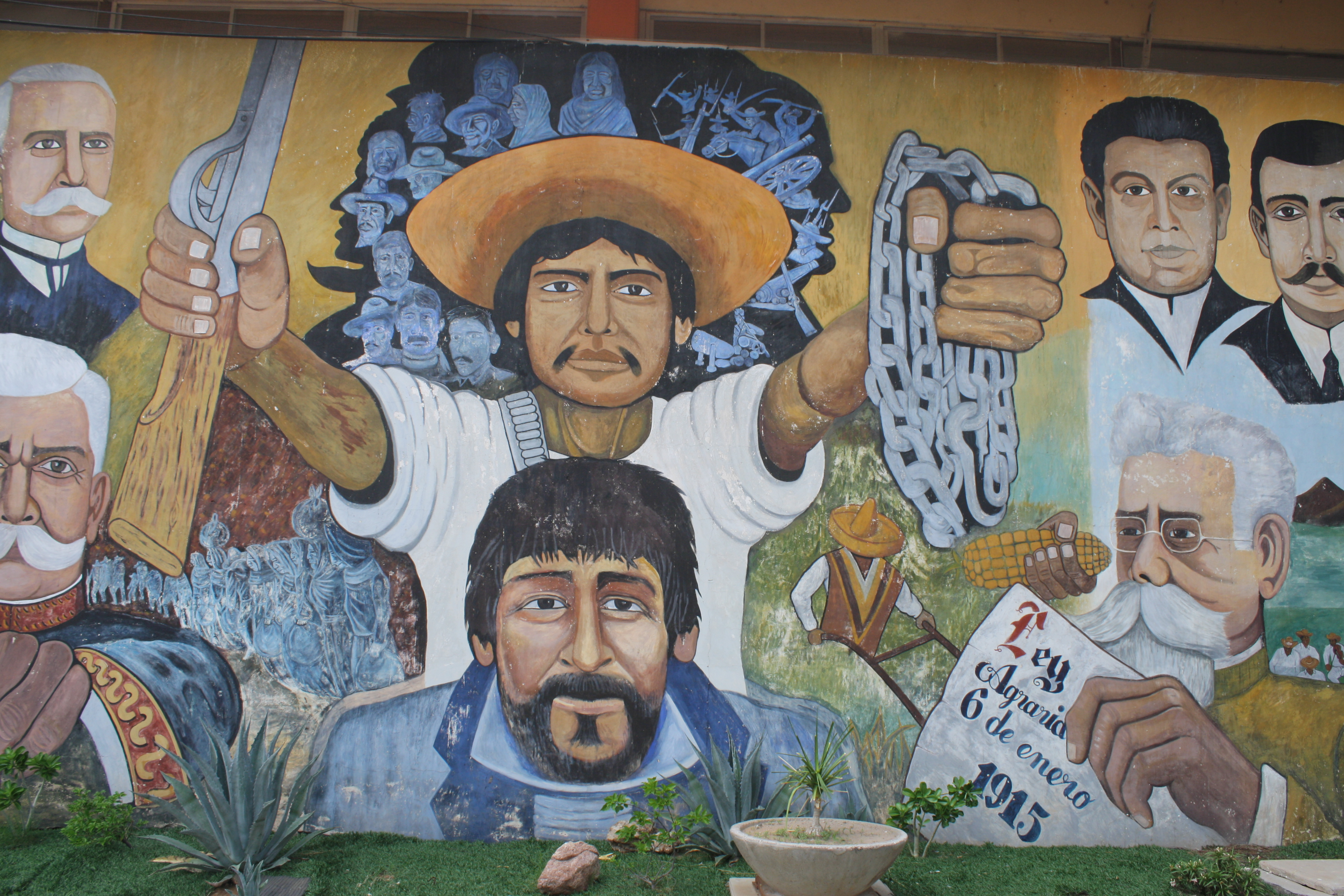
Detalle de la imagen central del mural Problemas de guerra entre yaquis y yoris, ubicado en el edificio principal del ITH.

Se pintó en 1985 y se compone de una imagen central con la figura de José María Leyva "Cajeme", en actitud de liberar al pueblo yaqui de la opresión, mediante una postura de romper cadenas. Se observan los rostros de los gobernadores Rafael Izabal, Luis E. Torres y Ramón Corral y abajo de ellos, la figura del general Porfirio Díaz, quien en su momento apoyó a los gobernadores representados en la parte superior y ya mencionados.